# Kovači (Kraljevo)
Kovači (Servisch cyrillisch Ковачи) is een plaats in de Servische gemeente Kraljevo. De plaats telt 1297 inwoners (2002).